# Taylor Pickering
Taylor James Pickering (ur. 1999) – australijski zapaśnik walczący w obu stylach. Złoty medalista mistrzostw Oceanii w 2023 i brązowy w 2019 roku.